# Kościół Jezusa Chrystusa Świętych w Dniach Ostatnich na Słowacji
Kościół Jezusa Chrystusa Świętych w Dniach Ostatnich na Słowacji – obecność, historia i struktury Kościoła Jezusa Chrystusa Świętych w Dniach Ostatnich na obszarze Słowacji. Obecny na ziemiach słowackich od lat 20. XX wieku, pozostaje szerzej nieznany słowackiemu społeczeństwu. Mormońskie struktury religijne na Słowacji obejmują 4 gminy oraz jedną grupę. Związanych z mormonizmem na Słowacji jest kilkaset osób, z czego kilkadziesiąt można uznać za praktykujących wiernych. Słowacja znalazła swoje miejsce w mormońskiej kulturze, w tym w wypowiedziach i naukach przywództwa tej grupy religijnej.

## Historia
Obecność tej wspólnoty religijnej na ziemiach dzisiejszej Słowacji sięga lat 20. XX wieku. Kościół uzyskał osobowość prawną w Czechosłowacji w 1928. Rok później władze naczelne Kościoła poświęciły Czechosłowację w związku z mającą się odbywać na jej terytorium pracą misjonarską. Misja Czechosłowacka rozpoczęła działalność 24 lipca 1929. Początkowo wszelako nie prowadzono jakiejkolwiek aktywności na ziemiach słowackich, koncentrując się w całości na terenach czeskojęzycznych. Pierwszy nawrócony zamieszkały na obszarze dzisiejszej Słowacji ochrzczony został w 1939. Aneksja Czechosłowacji przez nazistowskie Niemcy w marcu 1939 nie wywołała natychmiastowych, drastycznych zmian w funkcjonowaniu misji. Wallace F. Toronto, posługujący wówczas (od 1936) jako prezydent Misji Czechosłowackiej, przekonany był, że misjonarze nie będą musieli opuszczać kraju... ponieważ jego zajęcie przez Hitlera przebiegło bardzo gładko. Wprowadził jednakże usprawnienia w codziennej pracy misyjnej. Zalecił zaprzestania dystrybucji traktatów i pamfletów, polecił ograniczyć nauczanie do zainteresowanych, z którymi kontakt nawiązano już wcześniej. Wzmocnił także wysiłki mające na celu wzmocnienie wiary miejscowych członków Kościoła. Starał się również stosować do regulacji prawnych wprowadzanych przez władze okupacyjne, w tym do ograniczeń wolności zgromadzeń. 3 czerwca 1939 Pierwsze Prezydium poleciło zamknięcie misji w związku z pogarszającą się sytuacją polityczną. Spotkało się to początkowo ze zdziwieniem Toronto, który sądził, że sytuacja na podległych mu terenach jest stabilna. Ostatecznie jednak misjonarze zostali ewakuowani (24 sierpnia 1939). 27 sierpnia 1939 Josef Roubíček, dwudziestojednoletni miejscowy posiadacz kapłaństwa, został wyświęcony jako pełniący obowiązki prezydenta misji. Toronto opuścił Czechosłowację kilka dni później, 31 sierpnia 1939.
Po zakończeniu II wojny światowej aktywność misji została tymczasowo wznowiona (1946). Zamknięto ją niemniej już kilka lat później, bo w 1950. Socjalistyczne władze czechosłowackie pozbawiły Kościół osobowości prawnej 6 kwietnia 1950. W badaniach zauważono ironiczny wydźwięk tego wydarzenia. 6 kwietnia jest bowiem w mormońskiej teologii i historii datą o szczególnym znaczeniu.
Toronto pozostał prezydentem Misji Czechosłowackiej aż do swej śmierci w 1968. Utrzymywał kontakty z wiernymi poprzez dyskretną korespondencję. Odwiedził kraj w 1964, na polecenie ówczesnego prezydenta Kościoła Davida O. McKaya, wykorzystując w tym celu wizę turystyczną. Ponownie pojawił się w Czechosłowacji już rok później, spotykając się z czechosłowackimi urzędnikami i próbując uzyskać ponowne przyznanie Kościołowi osobowości prawnej. Jego starania nie przyniosły oczekiwanego rezultatu. Toronto został początkowo aresztowany, później zaś deportowany.
Pierwsi Słowacy zainteresowani mormonizmem pojawili się w Czechosłowacji przed rozpadem bloku państw socjalistycznych. Niejaki Otakar Vojkůvka wraz z rodziną organizował zajęcia chrześcijańskiej jogi, wykorzystując je do nieoficjalnej aktywności misyjnej. Vojkůvka, ochrzczony w lipcu 1939, podczas II wojny światowej pełnił funkcję prezydenta gminy w Brnie. Odegrał znaczną rolę w życiu czechosłowackich świętych, szczególnie zaś w przywróceniu religijnej aktywności Kościoła w latach 80. W 1980 Czechosłowację odwiedził starszy Boyd K. Packer z pierwszą wizytą apostolską na przestrzeni kilku dekad.
W związku z przemianami politycznymi Misja Czechosłowacka Kościoła była w stanie wznowić swą działalność 1 lipca 1990. Wspólnota ponownie otrzymała wówczas osobowość prawną na terytorium Czechosłowacji. Również w 1990 Czechosłowację odwiedził starszy Russell M. Nelson, ówcześnie posługujący w Kworum Dwunastu Apostołów. Misjonarze rozpoczęli pracę na ziemiach słowackich w 1991. Pierwsza gmina została utworzona w Trenczynie w zachodniej Słowacji 24 stycznia 1993. Po rozpadzie Czechosłowacji rząd w Bratysławie nie podtrzymał wcześniejszej czechosłowackiej decyzji o przyznaniu Kościołowi statusu zarejestrowanego związku wyznaniowego. Udało się takowy status uzyskać dopiero kilkanaście lat później. W lipcu 1999 słowacki prezydent Rudolf Schuster odwiedził zorganizowane przez Kościół dni drzwi otwartych oraz przyjął podarowany mu z tej okazji egzemplarz Księgi Mormona. 12 maja 2006 starszy Dieter F. Uchtdorf, członek Kworum Dwunastu Apostołów, poświęcił Słowację w związku z mającą się odbywać na jej terytorium pracą misjonarską. Status prawny Kościoła w ramach niepodległej Słowacji uregulowany został 18 października 2006. Poprzedzone to zostało trwającą miesiąc, ogólnokrajową zbiórką podpisów. Ta bowiem była konieczna do zebrania wymaganych przez słowackie prawo 20 tysięcy podpisów. Sama zbiórka wywołała protesty części słowackich środowisk katolickich. Słowaccy biskupi wzywali wiernych do nieskładania podpisów pod samą petycją. Wskazywali, że doktryna mormońska niezgodna jest z katolicyzmem. Dodawali, że podpis byłby równoznaczny zdradzie katolicyzmu. W Trnawie z kolei policja groziła mandatami zbierającym podpisy misjonarzom, zmuszając ich wreszcie do opuszczenia miasta. W Żylinie natomiast siostry zakonne organizowały protesty wzywające mieszkańców do niepodpisywania mormońskiej petycji. Sukces opisywanej zbiórki podpisów zyskał jej w mormońskim folklorze miano słowackiego cudu. W związku z przyznaniem Kościołowi osobowości prawnej Słowację odwiedził starszy David A. Bednar, członek Kworum Dwunastu Apostołów. Wraz z rejestracją jako prawnie uznany związek wyznaniowy Kościół stał się jedną z osiemnastu grup religijnych posiadających takowy status na Słowacji. Rejestracja Kościoła przewijała się zresztą w późniejszych materiałach prasowych omawiających trudności z uregulowaniem statusu prawnego przez rozmaite obecne na Słowacji grupy religijne.
Tłumaczenie Księgi Mormona na język słowacki opublikowane zostało w 2013. W 2019 Pierwsze Prezydium poinformowało o wydaniu całości pozabiblijnego kanonu mormońskich pism świętych, a zatem Perły Wielkiej Wartości, Nauk i Przymierzy oraz nowej edycji Księgi Mormona w języku słowackim. Podczas kryzysu uchodźczego spowodowanego przez inwazję Rosji na Ukrainę słowaccy święci w dniach ostatnich włączyli się w pomoc szukającym schronienia Ukraińcom, pomagając łącznie 13 osobom, tak dorosłym, jak i dzieciom. Kościół przesyłał także pomoc humanitarną, w tym wodę, żywność i lekarstwa, przeznaczone dla przebywających na terytorium Słowacji uchodźców.

## Struktura organizacyjna oraz liczebność

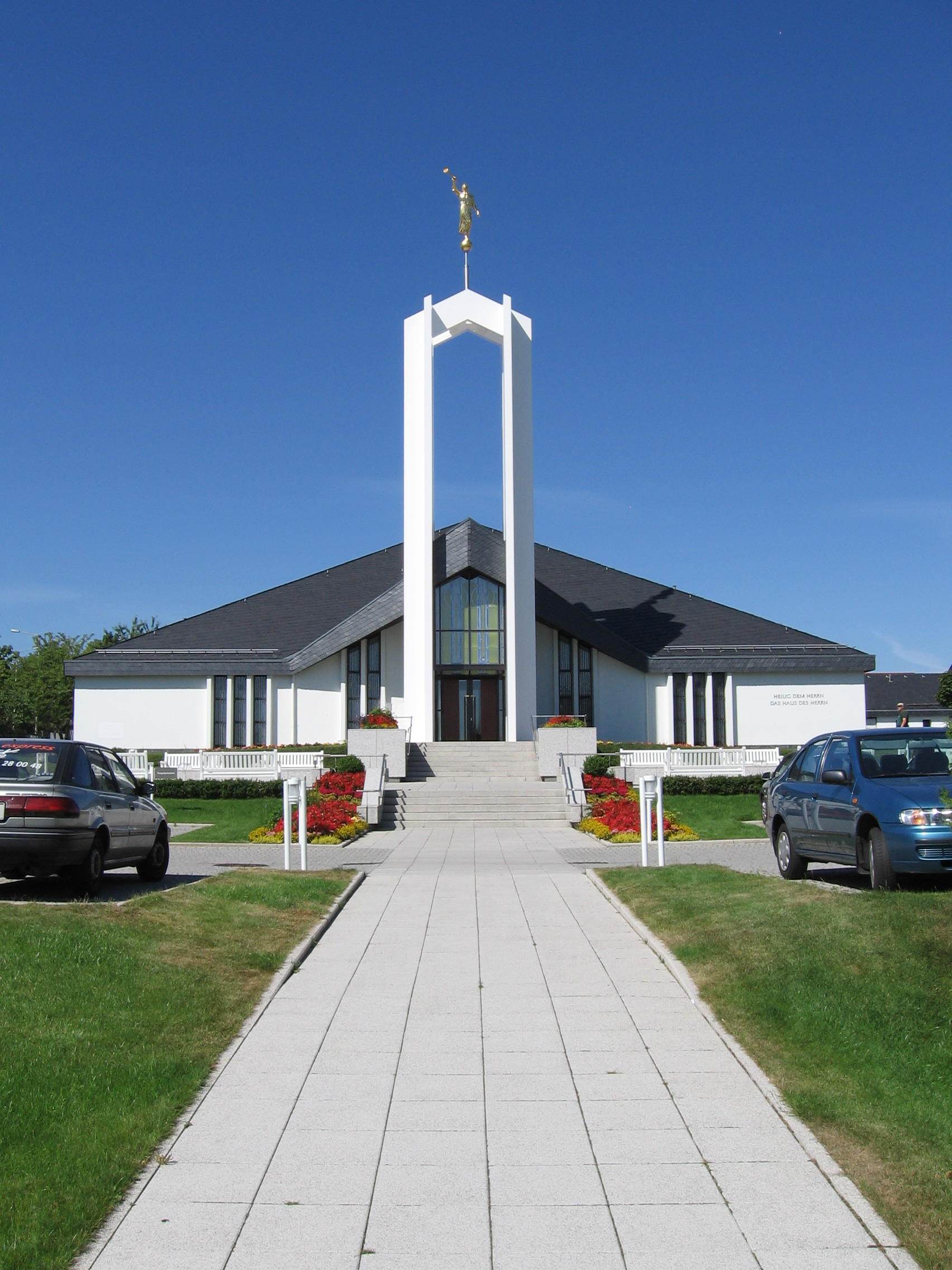
Świątynia mormońska we Freibergu; do jej dystryktu świątynnego należą święci w dniach ostatnich zamieszkujący Słowację

W momencie rozpadu Czechosłowacji na terytorium Słowacji mieszkało od 20 do 30 świętych w dniach ostatnich. Pod koniec 1998 według statystyk kościelnych kraj zamieszkiwało około 100 wiernych skupionych w 3 gminach. W 2000 było to 102 wiernych, w 2004 120, w 2007 124, w 2010 139, w 2011 203, natomiast w 2017 272. Statystyki te jednakże nie odzwierciedlają rzeczywistej liczebności słowackiej społeczności świętych. Kościół upublicznia jedynie liczbę znajdujących się w kościelnym rejestrze wiernych. Nie podaje natomiast do wiadomości publicznej zbieranych przez siebie danych odnoszących się do częstotliwości uczestnictwa w cotygodniowych spotkaniach sakramentalnych, aktywności kościelnej poszczególnych członków czy ich indywidualnej godności (życia zgodnie z przyjętymi przez wspólnotę standardami religijnymi). W związku z tym rzeczywista liczba zaangażowanych w życie religijne słowackich świętych w dniach ostatnich jest znacząco niższa. Ocenia się, że może się kształtować na poziomie 20 bądź 25 procent oficjalnych danych. W takim ujęciu można mówić o około 60 słowackich mormonach. W źródłach pojawiają się też informacje o żyjących na Słowacji członkach Mormon Transhumanist Association (MTA), organizacji zrzeszającej świętych w dniach identyfikujących się z transhumanizmem.
W 2018 wierni skupieni byli w czterech gminach, jak również w jednej grupie. W 2015 utworzono dla Słowacji osobny dystrykt z siedzibą w stołecznej Bratysławie. W latach poprzedzających wydzielenie dystryktu trzy słowackie gminy podlegały czeskiemu dystryktowi z siedzibą w Brnie, jedna natomiast podlegała bezpośrednio misji. Słowacja nie posiada własnej misji, wchodzi w skład obszaru, za który odpowiada Misja Czesko-Słowacka z siedzibą w Pradze. Cieszy się zatem znacznie mniejszym zainteresowaniem przywódców kapłańskich misji niż terytorium Republiki Czeskiej. Aż do połowy pierwszej dekady XXI wieku właściwie cała aktywność misyjna miała miejsce na obszarach przygranicznych z Czechami. Około połowy słowackich nawróconych wciąż pozostaje aktywna po roku od swego chrztu. Jeszcze więcej wiernych zaprzestaje aktywności po kilku latach pozostawania w Kościele. Jako jedną z przyczyn takiego stanu rzeczy wskazywano brak możliwości socjalizacji z innymi świętymi w dniach ostatnich. Zauważono, że członkowie mniejszości węgierskiej na Słowacji są bardziej otwarci na przesłanie Kościoła niż Słowacy. Zaledwie kilku słowackich wiernych odbyło służbę misyjną, tradycyjnie uznawaną za integralną część mormońskiej kultury. Przywódcy kapłańscy często są obcokrajowcami. Częstym zjawiskiem jest wyświęcanie na stanowiska w przywództwie zagranicznych misjonarzy, co ma ścisły związek z brakiem miejscowych aktywnych posiadaczy kapłaństwa. Wszystkie gminy i grupy spotykają się w wynajmowanych bądź odnowionych budynkach. Słowacja należy do dystryktu świątynnego przypisanego świątyni mormońskiej we Freibergu.

## Słowacja w mormońskiej kulturze
Pomimo niewielkiej liczebności świętych w dniach ostatnich zamieszkujących Słowację kraj ten został utrwalony w szerszej mormońskiej kulturze. Wspomniany wyżej starszy David A. Bednar w wywiadzie udzielonym w 2011 pismu „Religious Educator” wspomniał swą wizytę na Słowacji. Opisał przy tej okazji swe spotkanie ze słowacką wierną ochrzczoną na krótko przed ewakuacją posługujących w Czechosłowacji misjonarzy w latach trzydziestych. Wspomniał jej determinację, by zostać ochrzczoną, czy jej mieszkanie ozdobione obrazami przedstawiającymi obiekty o dużym znaczeniu dla Kościoła. Podkreślił, że światło Ewangelii jaśniało na jej twarzy. Podczas spotkania z wiernymi podlegającymi jurysdykcji Obszaru Europy ze stycznia 2022 Susan Bednar przywołała ponownie rejestrację Kościoła jako związku wyznaniowego na Słowacji. Powiązała ją ze słowackimi korzeniami swego męża oraz z prowadzonymi przez niego na Słowacji badaniami genealogicznymi. Podkreśliła, że wraz z małżonkiem odczuwała palącą potrzebę zaangażowania się w pracę związaną z otrzymaniem obrzędów świątynnych w imieniu przeszło 160 zmarłych słowackich przodków męża. Dodała, że region Słowacji, w którym najchętniej podpisywano petycję o przyznaniu Kościołowi osobowości prawnej, to właśnie ten, z którego wywodzą się przodkowie jej męża. W tym ujęciu, typowym dla mormońskiej myśli, zbiórka podpisów miała być wysiłkiem odbywającym się po obu stronach zasłony. Jest to bezpośrednie odniesienie do mormońskich wierzeń na temat życia pozagrobowego.

## Kościół w słowackiej kulturze
W 1993 telewizja czeska wyemitowała film dokumentalny na temat mormonizmu. Został on również wyemitowany na Słowacji. Święci w dniach ostatnich pozostają szerzej nieznani słowackiemu społeczeństwu. Podczas słowackiego spisu powszechnego z 2011 w formularzu spisowym po raz pierwszy umieszczono Kościół pośród możliwych do wyboru opcji afiliacji religijnej, używając jego pełnej i poprawnej nazwy. W 2001 pojawił się on bowiem jako Kościół Jezusa Chrystusa Świętych Dnia Ostatniego. Spis z 2011 wykazał 972 członków Kościoła zamieszkujących Słowację, liczbę znacznie wyższą niźli ta wynikająca ze statystyk kościelnych. Interpretowano to jako oczywistą pomyłkę, najprawdopodobniej wynikającą z przypadkowych odpowiedzi niektórych respondentów. Mieli oni być niepewni własnej przynależności i zwyczajnie wybrali Kościół, ponieważ jego nazwa wydawała się znajoma.